# Ram Mohan Roy
Raja Ram Mohan Roy (Radhanagar, 22 maggio 1772 – Bristol, 27 settembre 1833) è stato un filosofo e religioso indiano.
Fu il fondatore del modernismo riformatore indiano; cercò di abolire barbare usanze latreutiche additandole come sovrastrutture devianti dalla religione e dei Veda.
Nel 1829 Ram Mohan Roy riuscì a ottenere l'abolizione della pratica del rogo delle vedove (sati) grazie a un'azione di sensibilizzazione e diffusione del concetto di fratellanza.
Nel 1828 fondò la Società di Dio, che propugnava l'unione di induismo (parola peraltro coniata dal filosofo stesso), islam e cristianesimo con una semplice liturgia in dialetto.
A capo di questa organizzazione fu con esiti alterni il filosofo Keshab Chandra Sen